# Megistopus lucasi
Megistopus lucasi är en insektsart som först beskrevs av Navás 1912.  Megistopus lucasi ingår i släktet Megistopus och familjen myrlejonsländor. Inga underarter finns listade i Catalogue of Life.